# Nuevo Benito Juárez
Nuevo Benito Juárez är en ort i Mexiko.   Den ligger i kommunen Tonalá och delstaten Chiapas, i den sydöstra delen av landet, 700 km sydost om huvudstaden Mexico City. Nuevo Benito Juárez ligger 67 meter över havet och antalet invånare är 149.
Terrängen runt Nuevo Benito Juárez är kuperad åt nordost, men åt sydväst är den platt. Runt Nuevo Benito Juárez är det ganska glesbefolkat, med 50 invånare per kvadratkilometer. Närmaste större samhälle är Tonalá, 13,5 km sydost om Nuevo Benito Juárez. I omgivningarna runt Nuevo Benito Juárez växer huvudsakligen savannskog.